# Esquía como puedas
Esquía como puedas  es una película del año 2001, dirigida por Bob Spiers y protagonizada por Skeet Ulrich, Natasha Henstridge y Leslie Nielsen.  

## Argumento
Kevin (Skeet Ulrich) es un vendedor de Los Ángeles. Cuando hereda una gran fortuna de su abuelo, viaja a Alaska en busca de aventura. Allí conoce y traba amistad con Bonnie (Natasha Henstridge), aunque luego se da cuenta de que ella es la archienemiga de su abuelo. Se inscribe en la carrera Iditarod, que es condición para recibir su herencia, y se embarca en la misión de su vida. 

## Reparto
- Skeet Ulrich como Kevin Manley.
- Natasha Henstridge como Bonnie Livengood.
- Rik Mayall como Carter.
- Lochlyn Munro como Ned Parker.
- Leslie Nielsen como Clive Thornton.
- Jay Brazeau como Mr. Riskind